# Supra (Géorgie)

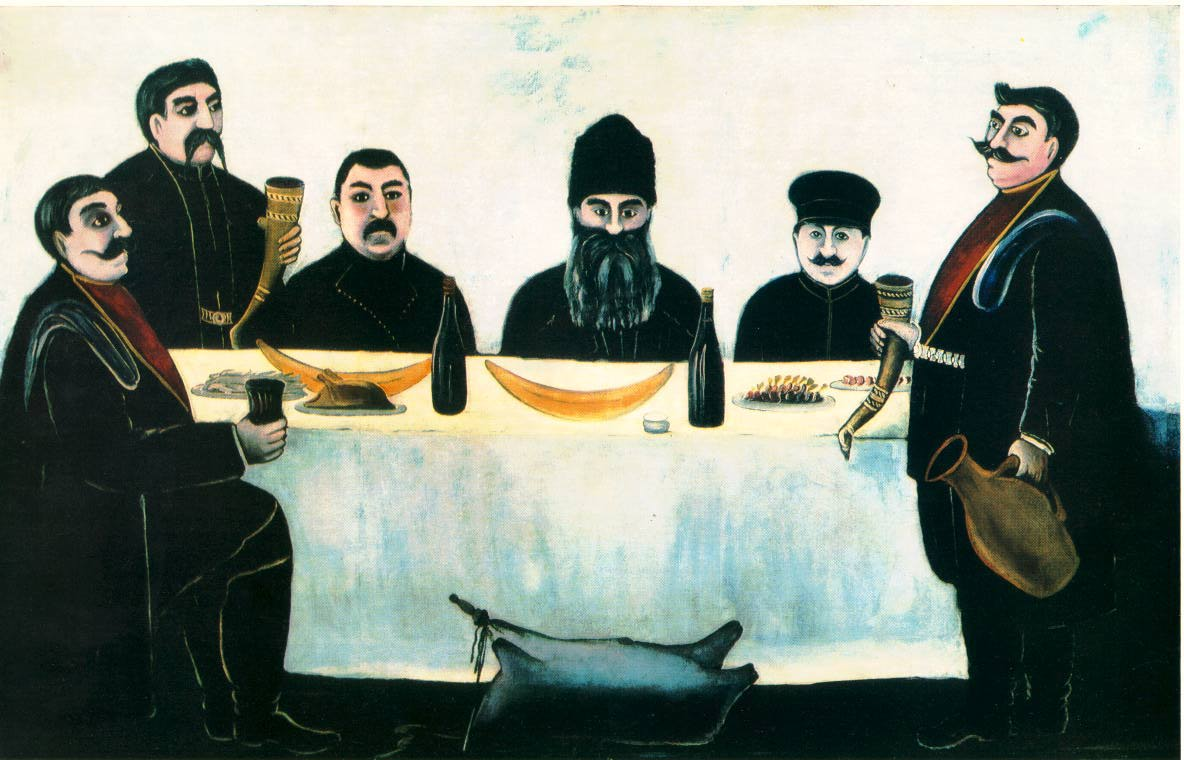
Peinture à l'huile de Niko Pirosmani représentant un supra, années 1910.

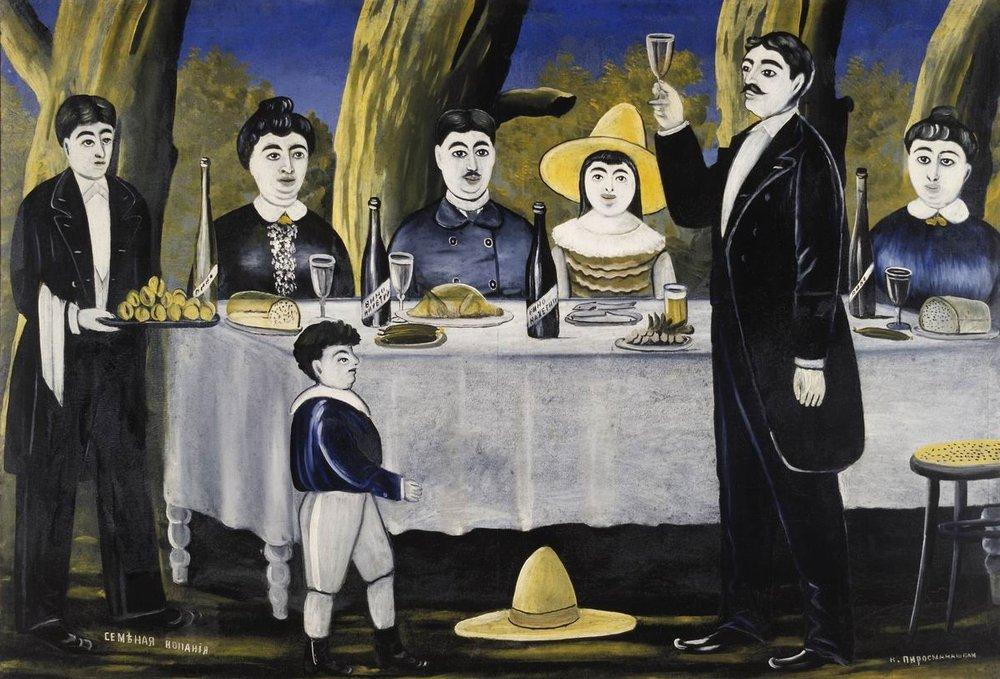
Peinture à l'huile de Niko Pirosmani représentant un supra en famille, 1907.

Pour les articles homonymes, voir Supra.
Le supra (en géorgien : სუფრა) est une tradition appartenant à la culture géorgienne, consistant à la fois en un repas et un rituel de réunion communautaire. Elle remonte, sous ce nom et cette forme, au XIXe siècle.
Il existe deux types de supra, ayant pour but soit de célébrer une occasion festive (lxinis suprebi ou keipi) soit de marquer le deuil (ch’iris suprebi ou kelekhi).

## Étymologie
Le mot supra signifie au sens premier « nappe », désignant le couvert de la table. Le sens s'étend au repas en lui-même, lorsque la table est dressée pour un grand festin traditionnel. Le terme est dérivé du persan sofre qui signifie également « nappe », mais sans que le sens se soit étendu.

## Historique

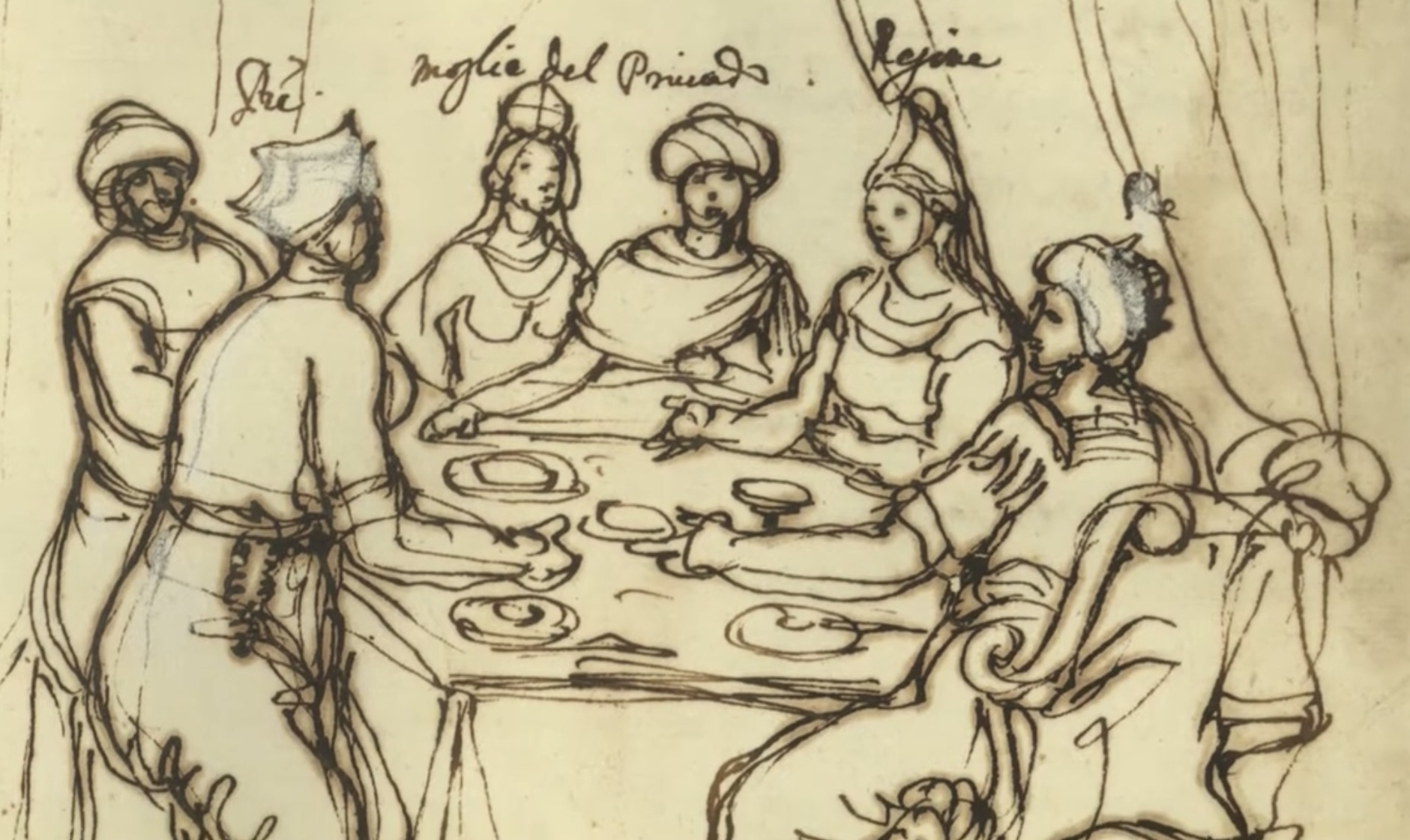
Repas de nobles géorgiens, dessin du XVIIe siècle par Cristoforo Castelli.

Les premiers repas festifs sont très anciens dans l'histoire de la Géorgie, mais ils ne sont pas désignés sous le nom de supra mais plutôt appelés nadimi ou p'uroba, en référence aux mets servis, dont le pain puri. Des légendes et histoires populaires racontent l'origine des festins traditionnels géorgiens.
Toutefois, le supra serait d'origine plus récente, remontant seulement au XIXe siècle, car les expressions associées à ce type de repas n'apparaissent dans les sources historiques qu'à partir de cette période. La tradition se serait répandue avec l'intégration de la Géorgie dans l'Empire russe au début du XIXe siècle. Elle est également vue comme un moyen de résister pacifiquement et positivement à l'occupation russe qui menace la culture géorgienne.
Les autorités communistes soviétiques voient d'un mauvais œil la pratique du supra, considérée comme contraire à l'idéologie communiste. En 1975, la république socialiste soviétique de Géorgie adopte un loi restreignant et condamnant la pratique de ce type de banquet, la déclarant comme en opposition à l'Homo sovieticus. La tradition du supra regagne en popularité après l'indépendance de la Géorgie, en 1991, et devient un marqueur culturel du pays. 

## Description et déroulement

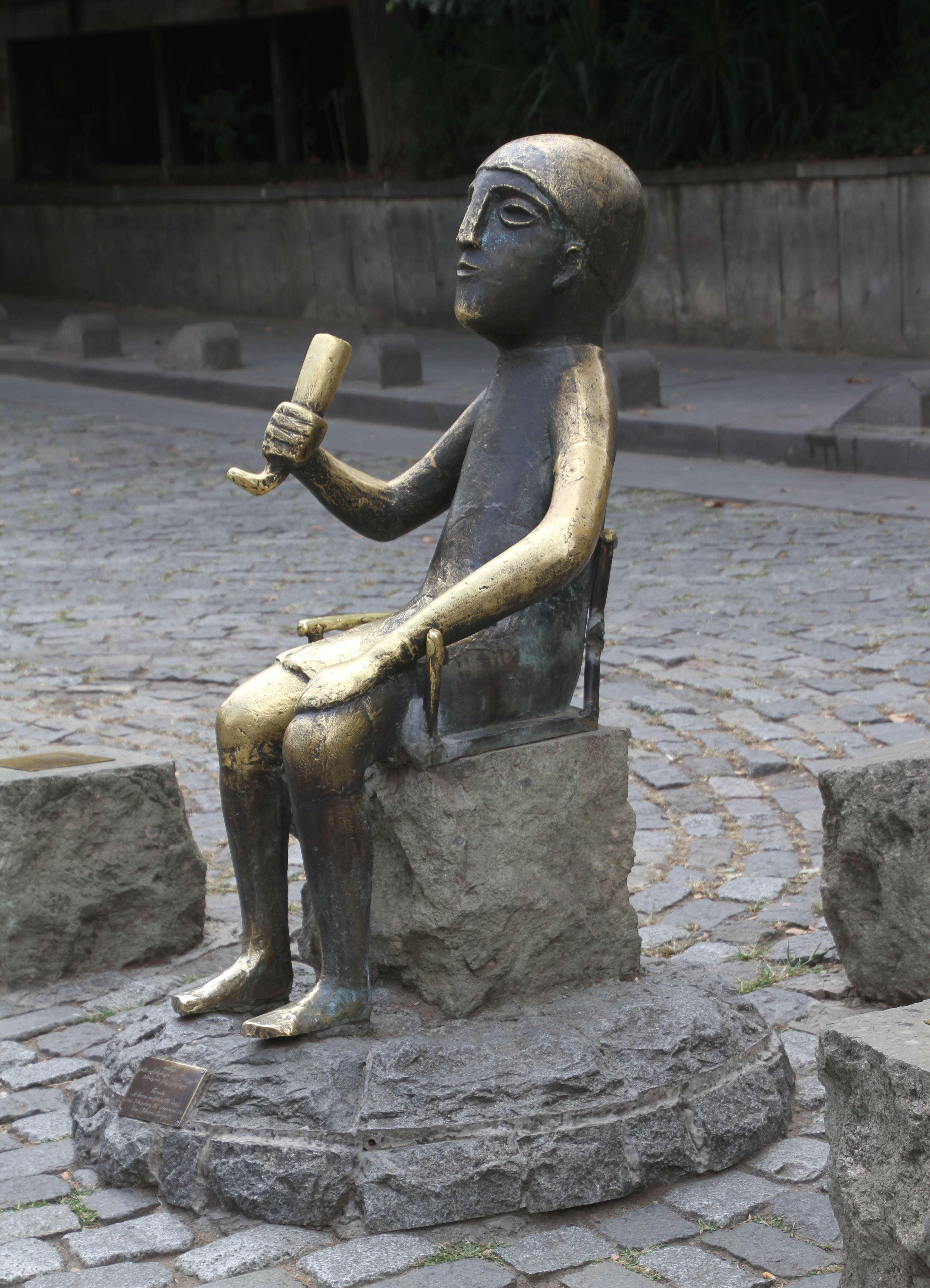
Sculpture représentant un tamada levant son verre, à Tbilissi.

C'est une tradition très codifiée, qui constitue également une institution sociale au-delà d'un simple repas. Chaque supra est rythmé par des toasts qui s'accompagnent d'un verre et de prises de parole, et divisé en plusieurs étapes. Le supra a lieu en deux occasions distinctes : pour célébrer, lors d'un moment festif de la vie, comme un anniversaire, un mariage, une naissance ou la fin des vendanges (lkhinis suprebi ou keipi), ou pour commémorer le deuil (ch’iris suprebi ou kelekhi). Un repas de deuil sera plus formel et ses règles plus codifiées.
Durant le supra, un grand nombre de mets sont proposés, parmi lesquels du pain khatchapouri, diverses viandes. Le tout est généralement accompagné de vin, servi dans des cornes de chèvres (kantsi). La consommation d'alcool est consubstantielle du supra, mais elle reste contrôlée par les participants car il est mal vu de se trouver en état d'ivresse.
Le supra est dirigé par le tamada, qui joue le rôle de maître de cérémonie et doit s'assurer du respect des coutumes rituelles. Il est celui qui, le premier, porte les toasts. Le tamada doit également assurer l'animation du repas, en racontant des histoires poétiques, humoristiques et en s'adaptant à son public. Il joue un rôle social très important et la qualité du tamada influe sur la réussite du supra.

## Place des femmes
Historiquement, les femmes jouent un rôle secondaire au cours du supra, en particulier lorsqu'une grande quantité de nourriture est consommée, auquel cas elles sont chargées de la préparation. Ce sont alors principalement les hommes qui sont présents à table. Cependant, la place des femmes tend à évoluer avec la société et la tradition du supra se féminise de plus en plus. Il est désormais possible pour une femme de jouer le rôle de tamada.

## Reconnaissance culturelle et postérité
La tradition du supra est reconnue en 2017 comme faisant partie du patrimoine culturel immatériel de la Géorgie.
Lors des manifestations post-électorales de 2024-2025, les participants organisent un supra géant sur l'avenue Roustavéli de Tbilissi, à l'occasion de la soirée du 31 décembre, pour la 34e journée de manifestation. Ils dressent une table longue de plusieurs centaines de mètres et le banquet rassemble plusieurs milliers de personnes,.